# Order Szlachetności
 Order Szlachetności (niem. Edelmut-Orden, fr. Ordre de la Générosité) – pruskie odznaczenie nadawane w latach 1687–1740. Pierwowzór Orderu Pour le Mérite.

## Zarys historii
Order został ustanowiony w roku 1687 jako rodzaj zakonu rycerskiego przez księcia-elektora Brandenburgii Fryderyka III, od 1701 pierwszego króla „w Prusiech” pod imieniem Fryderyka I, i był aż do wstąpienia na tron Fryderyka Wielkiego jedynym odznaczeniem Prus obok Orderu Orła Czarnego. Niektóre źródła podają, że był stworzony już w 1665 przez następcę tronu Brandenburgii i Prus Książęcych Karola Emila (1655–1674), starszego brata Fryderyka III (nie byłby to jedyny przypadek ustanowienia orderu przez małoletniego członka domu panującego – w tym samym czasie ostatni panujący Piastowicz, książę Jerzy Wilhelm Legnicki, ustanowił w wieku lat 12 Order Złotego Jelenia). Posiadanie orderu, czy też członkostwo w zakonie, zobowiązywało rycerzy do krzewienia cnót szlachetności i szczodrobliwości. Nie zachowały się żadne statuty orderu (jeśli w ogóle istniały). Po wstąpieniu na tron w roku 1740 Fryderyk Wielki przetworzył go w znany order Pour le Mérite, pierwotnie nadawany zarówno za zasługi cywilne jak i wojskowe.
W 1711 Ordre de la Générosité otrzymał książę Christian August von Anhalt-Zerbst, feldmarszałek pruski, ojciec carycy Katarzyny Wielkiej.

## Insygnium
Nie zachowały się żadne insygnia orderu. Według Ackermanna oznaką był złoty krzyż maltański. Na górnym pionowym ramieniu krzyża widniał monogram FIII ukoronowany mitrą elektorską – po 1701 zmieniono monogram na FI pod koroną królewską. Na poziomych i dolnym pionowym ramieniu krzyża znajdował się napis "Géné-rosi-té". 
Order noszony był na szyi na niebieskiej wstędze. 
Według encyklopedii Meyera u zbiegu ramion krzyża umieszczony był kamień szlachetny, czego Ackermann nie podaje.